# Тунгала (посёлок)
Тунгала́ — посёлок в Зейском районе Амурской области России. Образует сельское поселение Тунгалинский сельсовет. 
У северной окраины посёлка находится станция Тунгала Дальневосточной железной дороги.

## География
Расположен в 145 км по прямой и около 250 км по автодороге к востоку от районного центра, города Зея, на Байкало-Амурской магистрали (БАМ) (с 1997 года восточный участок БАМа относится к Дальневосточной железной дороге), на левобережье Тунгалы (левый приток Депа, бассейн Зеи), в 2,5 км к югу от русла реки.
Ближайшие населённые пункты находятся вдоль БАМа: в западном направлении — посёлок Огорон (63 км), в восточном — посёлок Дугда (50 км).

## История
Первый десант в месте прокладки полотна железной дороги высадился на вертолётах на левобережье реки Тунгалы в феврале 1986 года. Точной датой основания посёлка считается 3 апреля 1986 года. Первоначально был построен временный посёлок для строителей БАМа из вагончиков и деревянных зданий. Численность жителей в 1989 году составляла 920 чел. Строил Тунгалу  строительно-монтажный поезд (СМП) «НовосибирскБАМстрой», руководитель — В. М. Баталов. В первый год началось строительство станции и вокзала, в 1989 году были сданы в эксплуатацию школа, детский сад, здание вокзала, который до этого времени располагался в вагончике. В 1994 году строительство Тунгалы было прекращено в связи с ликвидацией СМП.

## Население
| 2002 | 2010 | 2012 | 2013 | 2014 | 2015 | 2016 |
| ---- | ---- | ---- | ---- | ---- | ---- | ---- |
| 571  | ↘494 | ↗502 | ↗528 | ↗551 | ↗554 | ↗561 |
| 2017 | 2018 | 2021 |      |      |      |      |
| ↘554 | ↘553 | ↘310 |      |      |      |      |

## Название
Название реки Тунгалы (от которой идёт название посёлка), происходит от эвенкийского «тунга» — «лента» и -ла, обозначающее перенесение чего-либо, — отсюда «извилистая как лента река, несущая воду». Существуют также другие, менее убедительные, этимологические версии.

## Инфраструктура
Подразделения Тындинского региона Дальневосточный железной дороги, администрация сельсовета, средняя общеобразовательная школа, детский сад, фельдшерско-акушерский пункт, почтовое отделение, 4 магазина (ИП Куделя, ИП Жданова, ИП Козлова, ИП Старыгин).